# Pablo Muñoz Vega
Pablo Muñoz Vega SJ (23 de mayo de 1903 – 3 de junio de 1994) fue un cardenal, teólogo y sacerdote jesuita ecuatoriano, rector y Arzobispo de Quito. Es conocido por su bondad, sencillez y sabiduría, y reputado como uno de los más grandes pastores y pensadores de la iglesia ecuatoriana.

## Biografía

### Primeros años
Nació el 23 de mayo de 1903 en el Cantón Mira, en la Provincia de Carchi, en el norte del Ecuador.
Un día después fue bautizado con los nombres de Segundo Pablo Mardoqueo.  
Fueron sus padres Don Antonio Salustiano Muñoz Carrera y Doña Josefa Vega.

### Formación
Aunque tuvo un corto contacto con la escuela, las primeras letras y su formación de base las recibió en su hogar, donde su padre fue su mejor profesor.
Sus estudios secundarios los cursa con los jesuitas en el colegio “San Ignacio de Loyola” de Cotocollao en Quito donde ingresa en 1915.
Dotado de una gran serenidad y una inteligencia excepcional, ahonda con rapidez en su formación intelectual, con aprendizaje en Humanidades, Retórica, Latín y Griego, Gramática Superior, Historia Universal e idiomas extranjeros.  
Sus estudios superiores los lleva adelante con diez compañeros, preparándose en Filosofía, Física y Mineralogía, que los realiza entre 1923 y 1926.  
Con este enorme bagaje, pasa pronto a la docencia, siendo profesor en su propio colegio en Cotocollao y luego en el colegio jesuita de Riobamba “San Felipe Neri”, entre 1926 y 1928.

### Vida religiosa
A sus quince años, el  26 de noviembre de 1918, es admitido en el noviciado de la Compañía de Jesús.
A la edad de dieciséis años, el 27 de febrero de 1920 emitió su primera profesión de votos religiosos.
Hombre sediento de conocimientos y superación, parte en 1929 a Europa para continuar sus estudios de Teología en Bélgica, en el Colegio Máximo de Oña (España) e Italia.  
En septiembre de 1932 ingresa a la Pontificia Universidad Gregoriana de Roma, universidad que le dio una gran acogida y de la cual sería posteriormente su máxima autoridad.

### Sacerdocio
Su ordenación sacerdotal fue en Roma el 25 de julio de 1933, ocasión en la cual testimonia con gozo que “El Señor me eligió entre millares, es un gran misterio de amor, para mí y para mis padres”.
Luego de una brillante carrera, donde destaca su ponencia en 1934 “Tesis Teológica sobre Cristo Redentor” (“Christo Redemptore”) sustentada frente al célebre teólogo dominico Réginald Garrigou-Lagrange OP, termina sus estudios en 1936 e inmediatamente pasa a ser catedrático de la Universidad Gregoriana.  
En 1937, obtiene el título de “Magíster Aggregatus”, se recibe como Doctor y le son confiadas las cátedras de Metafísica, Psicología racional, Filosofía de la Ciencia y Cosmología.  
En 1942 asume la cátedra sobre San Agustín, de quien siempre se confesó su admirador y en torno a quien aporta sus obras teológicas principales:
- Introducción a la síntesis de san Agustín.
- Psicología de la conversión en San Agustín.
- Los problemas de la experiencia mística a la luz del pensamiento agustiniano.[2]
- La existencia, su alternativa y su misterio en la síntesis de san Agustín.[3]

Para 1944 promovió la fundación de la Acción por la Unidad Católica de América Latina (AUCAL), un original proyecto eclesial para obtener la fundación de universidades y colegios católicos en el continente.
En 1946 preside en Milán el Congreso Europeo de Filosofía, pues para entonces ya gozaba de amplio prestigio intelectual y era muy apreciado por las principales figuras de la Iglesia, en particular de monseñor Giovanni Battista Montini, arzobispo de Milán y futuro papa Pablo VI.
Ejerce la cátedra hasta 1948 y regresa al Ecuador como visitador nombrado por el padre superior de la Compañía de Jesús, período en el cual entre otras obras funda en Quito la Facultad de Filosofía San Gregorio, que actualmente hace parte de la PUCE. 
En 1949, se lo designa como provincial de los jesuitas en Ecuador hasta 1955.  
Ese año es nombrado Rector del Pontificio Colegio Pío Latino Americano, el primer iberoamericano en ocupar este cargo.
En 1957 el papa Pío XII lo promueve a rector de la Pontificia Universidad Gregoriana de Roma.
Participó como experto en el Concilio Vaticano II entre 1962 y 1963.

## Episcopado

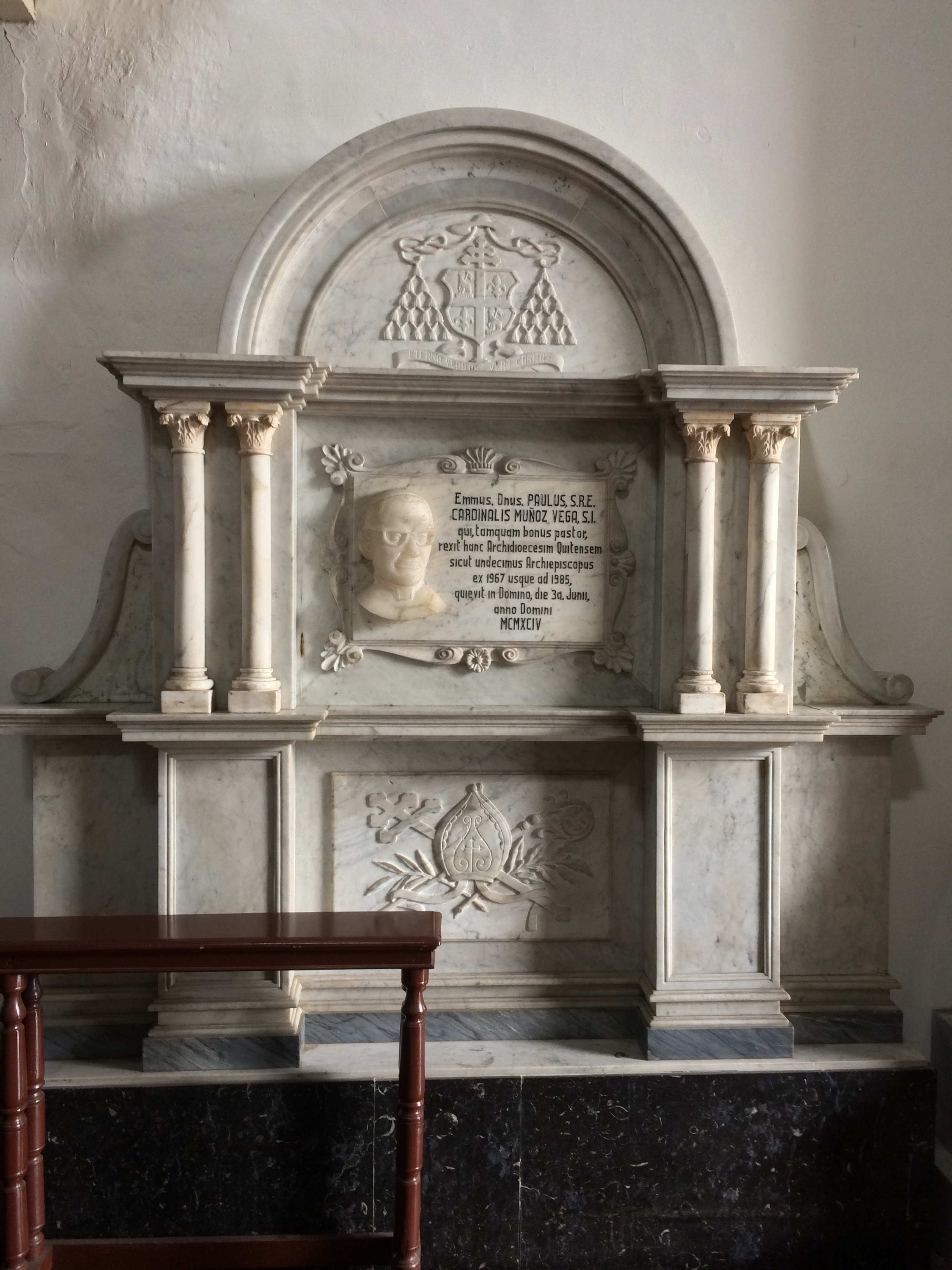
Cenotafio de Pablo Muñoz Vega, Catedral Metropolitana de Quito.

### Arzobispo Coadjutor de Quito

#### Nombramiento
El 7 de febrero de 1964, el papa Pablo VI lo nombró obispo titular de Ceramus y arzobispo coadjutor Sedi Datus de Quito. 

#### Ordenación Episcopal
Fue consagrado el 19 de marzo del mismo año, a manos del por entonces secretario de la Congregación Consistorial, Carlo Confalonieri. Sus coconsagrantes fueron el por entonces secretario de la Congregación para Asuntos Eclesiásticos, Antonio Samoré y el por entonces rector del Colegio Norteamericano, Martin John O'Connor.

### Arzobispo de Quito

#### Toma de Posesión Canónica
Tomó posesión canónica del arzobispado de Quito, el día 26 de junio de 1967.         

#### Cardenalato
Fue creado cardenal en el Consistorio del 28 de abril de 1969, por el papa Pablo VI, con el título de cardenal presbítero de San Roberto Belarmino.
Siendo así el segundo ecuatoriano en acceder a este rango. 
Participó en el Cónclave de agosto de 1978, que eligió a Juan Pablo I
Nuevamente tras la muerte de Juan Pablo I, participó en el Cónclave de octubre de 1978, que eligió a San Juan Pablo II. 

#### Cargos durante el Arzobispado
Fue el primer presidente de la Conferencia Ecuatoriana de Religiosos. 
Fue presidente de la Conferencia Episcopal Ecuatoriana e internacionalmente como 
Fue vicepresidente del Consejo Episcopal Latinoamericano (CELAM).
Como jefe de la Iglesia ecuatoriana imprime un claro liderazgo marcado por su bondad y sencillez, con una visión muy amplia, pluralista y ecuménica. 
Despliega una enorme labor humanitaria, fundando varias campañas sociales, como: 
- “Llagas Sociales” y “Munera” que benefician a la gente e instituciones más humildes y necesitadas.
- Radio Católica Nacional del Ecuador y el hogar “Sagrado Corazón de Jesús”.

Como gran canciller de la Pontificia Universidad Católica del Ecuador (PUCE) en Quito contribuye enormemente a su fortalecimiento y consolidación como una de las más prestigiosas y respetadas universidades ecuatorianas.

## Renuncia y fallecimiento
El papa Juan Pablo II aceptó su renuncia al gobierno pastoral de la arquidiócesis de Quito el 1 de junio de 1985. 
Luego de seguir ejerciendo su misión pastoral y apostólica, falleció en Quito el 3 de junio de 1994.

## Obras principales
- “Introducción a la síntesis de San Agustín”,[5]
- “Casualidad filosófica y determinismo científico”
- “Estudio del hombre como introducción al problema de lo sobrenatural”
- “Fe e inteligencia en la génesis de la ciencia moderna”,[6]
- “Fe y Política”,[7]
- “Las Teorías Físicas de San Alberto Magno”
- “Psicología de la conversión en San Agustín”
- “Los Problemas de la experiencia mística a la luz del pensamiento agustiniano”
- “La existencia, su alternativa y su misterio en la síntesis de San Agustín”
- “Razón y conversión cristiana”
- “Esistenzialismo”
- “La Iglesia ante el reto entre capitalismo y socialismo”
- “Mensajes sobre nuestra alianza con Jesucristo y sobre la justicia social en un nuevo Ecuador”
- “Quince mensajes sobre la campaña de solidaridad Múnera”
- Múltiples cartas pastorales, discursos, homilías e intervenciones en reuniones episcopales, sínodos y congresos religiosos.